# Podokesaurus
Podokesaurus holyokensis
Genre
Espèce
Podokesaurus est un genre éteint de dinosaures théropodes carnivores qui a été décrit en 1911 par la paléontologue américaine Mignon Talbot à partir de quelques ossements mal conservés, qui de plus ont été détruits dans un incendie et dont il ne reste que des moulages actuellement conservés au Muséum d'histoire naturelle Peabody de l'université Yale. Son identité reste donc très peu connue, on sait seulement qu'il s'agissait d'un petit prédateur à longues jambes avec un long cou et une longue queue.
Une seule espèce est rattachée au genre, Podokesaurus holyokensis.
Le seul fossile provient d'un galet déposé par la glace et ayant probablement son origine dans la formation géologique de Portland au Massachusetts. Cette formation est datée du Jurassique inférieur (Pliensbachien à Toarcien, soit il y a environ entre 192,9 et 184,2 millions d'années.

## Validité du genre

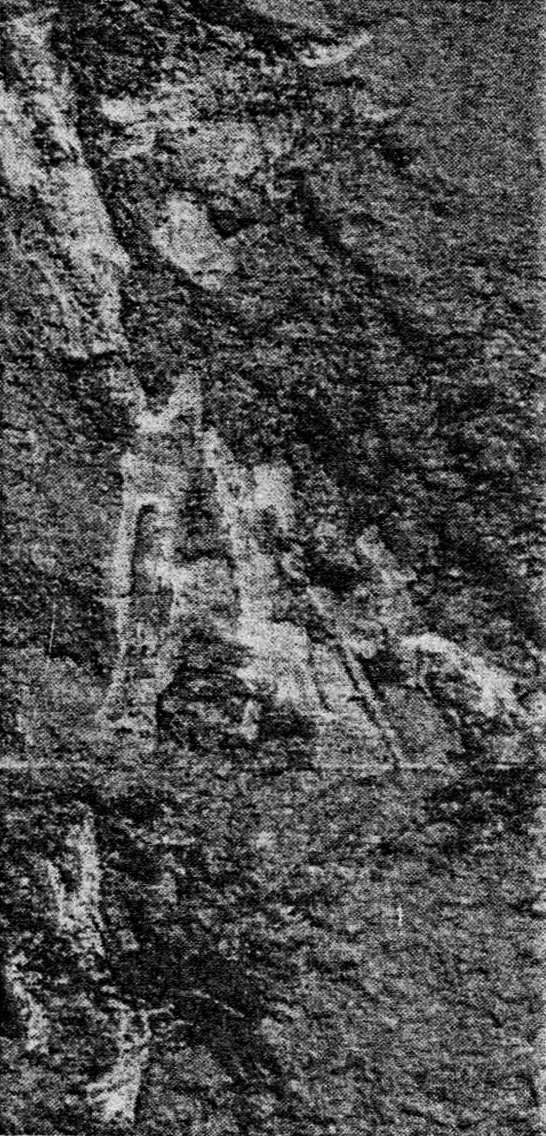
Possibles os du crâne.

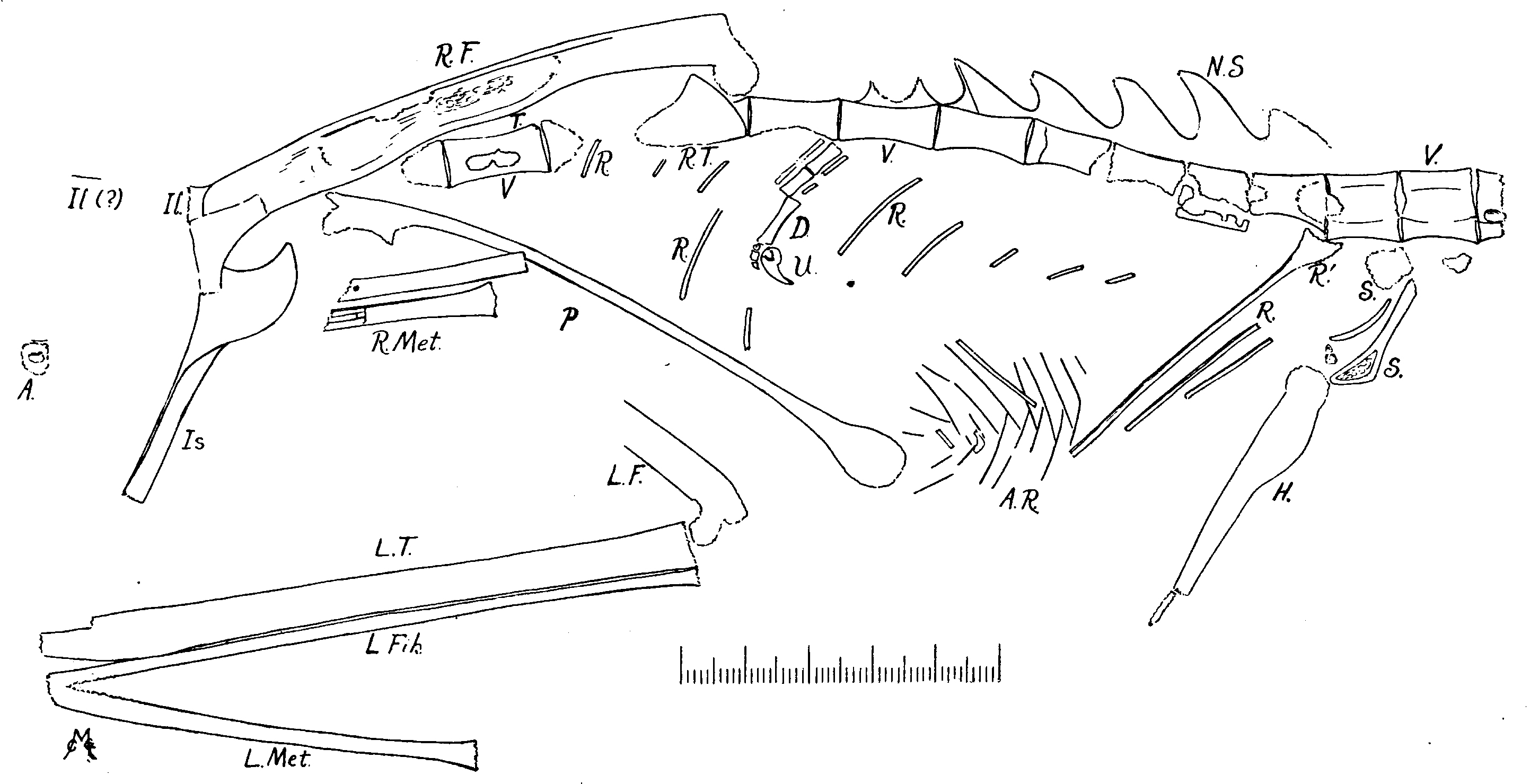
Dessin interprétatif de l'holotype.

La mauvaise qualité des restes fossiles a conduit à remettre en question la validité de ce genre. Deux options sont possibles :
- pour Edwin Harris Colbert en 1964, il ne diffère pas de Cœlophysis et devrait être rattaché à ce genre sous le nom de Cœlophysis holyokensis[2] ;
- pour Tykoski et Rowe, en 2004, Podokesaurus possède des caractères de Coelophysoidea, mais ne montre aucun trait évolué caractéristique de Coelophysis. Ils classent Podokesaurus comme un Coelophysoidea incertae sedis[3].

## Publication originale
- (en) Mignon Talbot, « Podokesaurus holyokensis, a new dinosaur from the Triassic of the Connecticut Valley », American Journal of Science, and Arts, New Haven, Inconnu, vol. 31, no 186,‎ 1er juin 1911, p. 469-479 (ISSN 0002-9599 et 1945-452X, OCLC 5694945, DOI 10.2475/AJS.S4-31.186.469, lire en ligne).